# Mincemeat

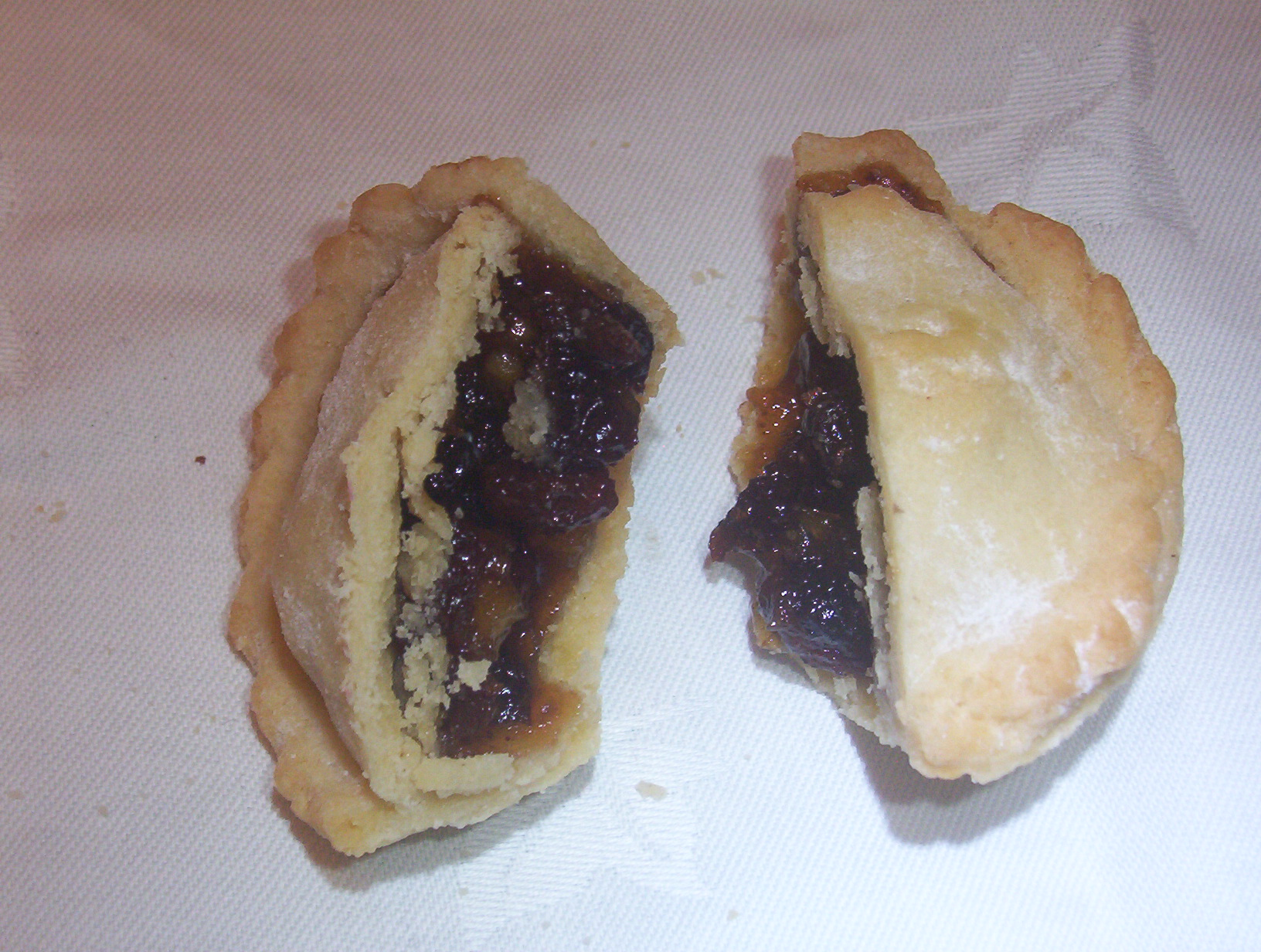
Mince pie.

Le mincemeat est un mélange de fruits secs hachés, d'alcools distillés et d'épices, et parfois de suif de bœuf, de viande de bœuf ou de venaison. À l'origine, le mincemeat contenait toujours de la viande.
Dans le film State Fair de Henry King, Melissa Frake remporte le premier prix du meilleur mincemeat avec une farce de viande hachée macérée dans du brandy de pomme. Ce type de farce populaire est souvent utilisé pour garnir les tartes lors des fêtes de fin d'année, notamment à Noël (Mince pie).
De nombreuses recettes modernes incluent du suif de bœuf, bien que du shortening (graisse) végétal soit parfois utilisé à sa place. On trouve des variantes de mincemeat en Australie, au Canada, en Nouvelle-Zélande, en Europe du Nord, en Irlande, en Afrique du Sud, au Royaume-Uni et aux États-Unis.
Dans d'autres contextes, le terme anglais « mincemeat » désigne la viande hachée ou moulue.